# 1100
1100 (MC) fue un año bisiesto comenzado en domingo del calendario juliano. 
Es el año 1100 de la era común y del anno Domini, el año 100 del segundo milenio, el centésimo y último año del siglo XI y el primer año de la década de 1100. 

## Acontecimientos

El Reino de Jerusalén y los otros estados cruzados en 1100.

- 25 de diciembre, Balduino es nombrado primer Rey de Jerusalén en Belén tras la muerte de su hermano, Godofredo de Bouillón.
- El hatha yoga comienza a difundirse por el norte de la India.
- Termina la Era Vikinga.

## Nacimientos
- Abu Abd Allah Muhammad al-Idrisi, cartógrafo, geógrafo y viajero árabe del Imperio Almorávide.

## Fallecimientos
- 25 de enero - Berta, tercera esposa de Alfonso VI de León.
- 23 de febrero - Zhezong, séptimo emperador de la Dinastía Song de China.
- 2 de agosto - Guillermo II de Inglaterra, rey de Inglaterra.
- Godofredo de Bouillón, cruzado Rey bajo el pseudónimo de Defensor del Santo Sepulcro.